# Chambolle-Duru
Pour les articles homonymes, voir Duru.

René Victor Chambolle (1834-1898) et Hippolyte Duru (1803-1884), associés ou seuls, sont des relieurs français ayant contribué à de nombreux ouvrages.

## Biographie
Hippolyte Duru exerça de 1843 à 1863. L'association des deux relieurs date elle de 1861, leur signature à partir de cette époque consistant en l'association de leurs deux noms, « Chambolle-Duru ».
Ils acquièrent une notoriété importante parmi les bibliophiles de la fin du XIXe siècle[réf. nécessaire] et en particulier auprès du duc d'Aumale Henri d'Orléans, qui leur offre le droit de figurer en 1862 parmi les cent quatre-vingt livres d'art exposés dans son cabinet du château de Chantilly, pour les membres du Fine Arts Club de Twickenham. Le duc voulait faire connaître parmi les contemporains ceux qu'il considérait comme « les trois grands relieurs vivants, Trautz, Capé, Duru », notamment Duru qu'il appréciait tout particulièrement : « Ce Duru est un habile homme et j'ai de magnifiques reliures qui sortent de ses mains ». 
L'association Chambolle-Duru devait néanmoins être de courte durée puisque, dès 1863, René Chambolle restait seul responsable de la maison de reliure tout en conservant le nom de Chambolle-Duru pour signer les ouvrages réalisés ensuite. 
Ils appartiennent à l'âge d'or de la reliure celle de la création artistique et qui précède les débuts de la phase de reliure industrielle qui allait naître au début du XXe siècle.
À la mort de René en 1898, la maison fut reprise par le fils de René Chambolle, qui continua de signer Chambolle-Duru sur les reliures. Il mourut le 17 octobre 1915 pendant la Première Guerre mondiale.

## Quelques œuvres
- Reliure de Ysae le triste, première édition - Duru Hippolyte, Paris, pour Galliot du Pré, [1522]. Première édition. Cette reliure, exécutée pour Giraud en 1854, remplace une reliure en veau brun aux armes du comte de Toulouse.
- Reliure de Bref et Sommaire recueil de ce qui a été faict à la joyeuse et triumphante entrée de Charles IX en sa bonne ville et cité de Paris (Paris, Denis du Pré pour Olivier Codoré,1572) relié en 1856 par Hippolyte Duru en maroquin rouge, adjugé pour 25 000 euros[4].

- Reliure du Livre des Saints Anges Reliure d’Hippolyte DURU et René CHAMBOLLE, 1862. Maroquin brun. Décor de fers losangés estampés à froid. Doublure de maroquin vert à grande composition orientale mosaïquée de maroquin rouge. Signature: Duru et Chambolle 1862. Sur : François Ximenes, Le Livre des Saints Anges, Genève, 1478. Première édition, premier livre imprimé à Genève. Le décor de la doublure est une interprétation libre de certains décors "à l'orientale" en vogue à la Renaissance.